# John Boozman
John Nichols Boozman (født 10. december 1950 i Fort Smith, Arkansas) er en amerikansk senator som repræsenterer Det republikanske parti og Arkansas. Han blev valgt ind i Repræsentanternes hus ved valget i 2000, og repræsenterede det tredje kongresdistriktet frem til 2011. Han var republikanernes kandidat ved senatorvalget i Arkansas 2010 mod den siddende senator Blanche Lincoln, og vandt.